# Serjania subrotundifolia
Serjania subrotundifolia är en kinesträdsväxtart som beskrevs av Ludwig Radlkofer. Serjania subrotundifolia ingår i släktet Serjania och familjen kinesträdsväxter. Inga underarter finns listade i Catalogue of Life.